# Breitenbrunn (Schwaben)

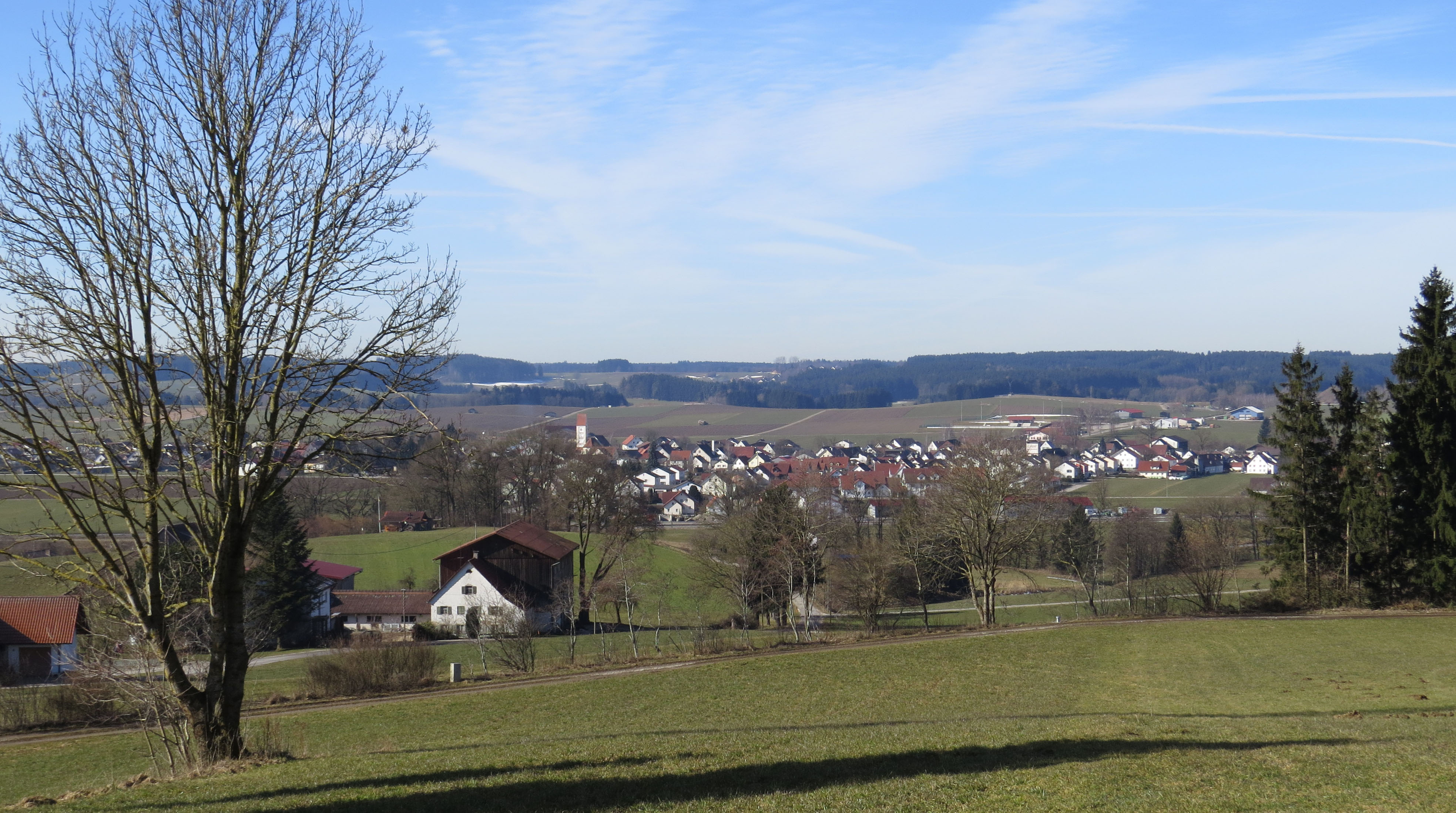
Breitenbrunn von Osten

Breitenbrunn ist eine Gemeinde im schwäbischen Landkreis Unterallgäu und Mitglied der Verwaltungsgemeinschaft Pfaffenhausen. Der Haltepunkt Breitenbrunn (Schwab) wird von der Mittelschwabenbahn bedient.

## Geographie
Die Gemeinde liegt in der Region Donau-Iller in Mittelschwaben, 25 Kilometer östlich von Memmingen und 15 Kilometer nördlich von Mindelheim.

### Ausdehnung des Gemeindegebietes
Es gibt 18 Gemeindeteile (in Klammern ist der Siedlungstyp angegeben):
- Achsenried (Weiler)
- Baumgärtle (Kirchdorf)
- Bedernau (Pfarrdorf)
- Blatte (Weiler)
- Brandstetten (Weiler)
- Breitenbrunn (Pfarrdorf)
- Fürbuch (Kirchdorf)
- Hohenschlau (Dorf)
- Kaisersmoos (Weiler)
- Korb (Weiler)
- Kunzach (Einöde)
- Loppenhausen (Pfarrdorf)
- Oberberghöfe (Weiler)
- Staudenberg (Weiler)
- Steinbach (Einöde)
- Straßberg (Einöde)
- Unterberghöfe (Weiler)
- Weiherhof (Weiler)

Der Weiler Köck ist kein amtlich benannter Gemeindeteil.

## Geschichte

### Bis zur Gemeindegründung
Der Ort Breitenbrunn war vor 1800 Sitz eines Oberen und Unteren Gerichts und gehörte zur Herrschaft Mindelheim des Kurfürstentums Bayern. Im Gebiet der heutigen Gemeinde Breitenbrunn liegt auch die ehemalige Herrschaft Bedernau der Freiherren v. Castell. Im Zuge der Verwaltungsreformen in Bayern entstand mit dem Gemeindeedikt von 1818 die heutige Gemeinde.

### Eingemeindungen
Im Zuge der Gebietsreform in Bayern wurden am 1. Mai 1978 die Gemeinden Bedernau und Loppenhausen eingegliedert.

### Einwohnerentwicklung
| Jahr      | 1961 | 1970 | 1987 | 1991 | 1995 | 2000 | 2005 | 2010 | 2015 | 2020 |
| Einwohner | 2291 | 2262 | 2081 | 2139 | 2317 | 2330 | 2306 | 2277 | 2314 | 2354 |

Zwischen 1988 und 2018 wuchs die Gemeinde von 2101 auf 2342 um 241 Einwohner bzw. um 11,5 %.

## Politik

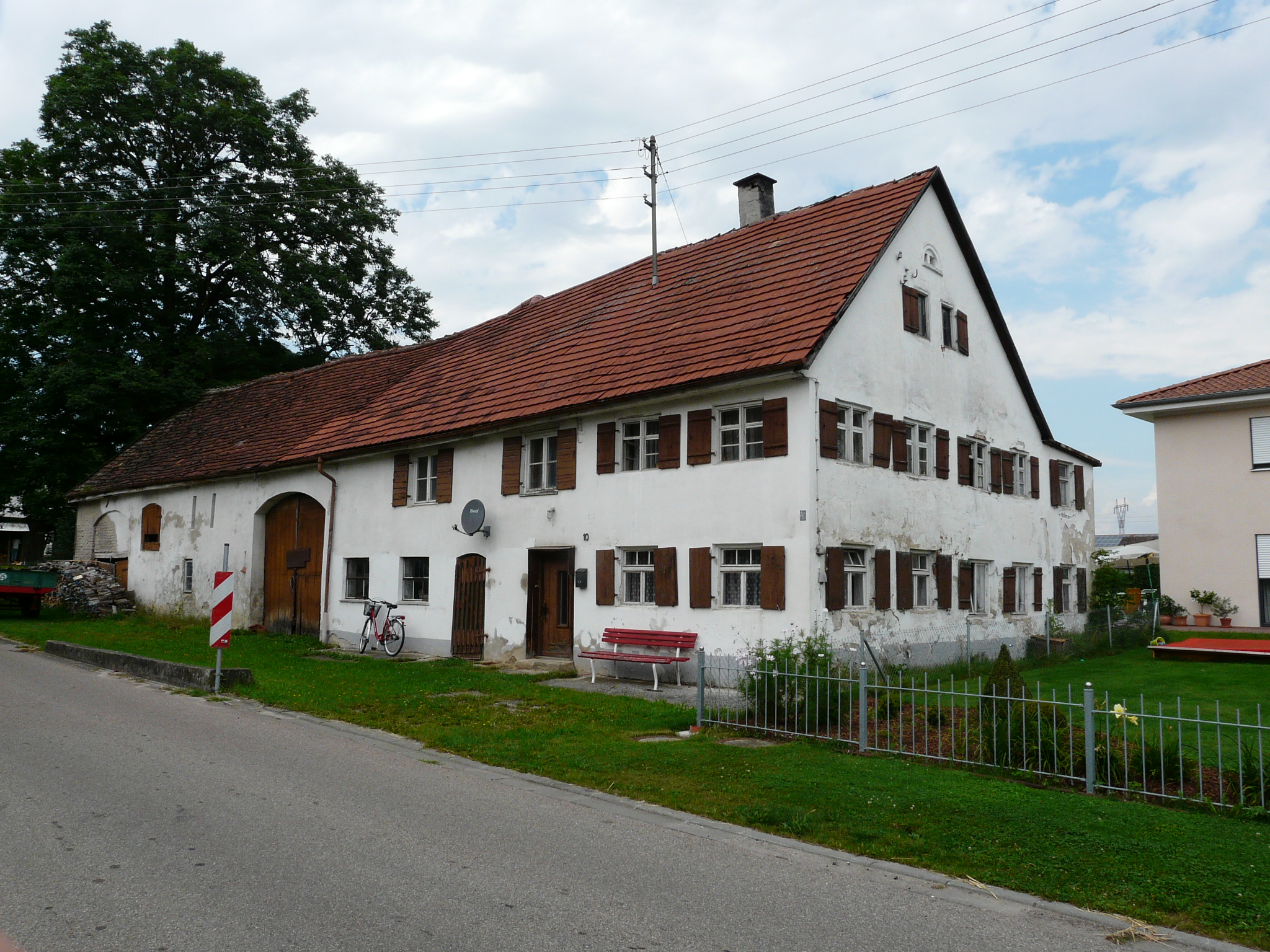
Bauernhaus in Breitenbrunn

### Bürgermeister
Erster Bürgermeister ist seit Mai 2014 Jürgen Tempel (Wählergemeinschaften Bedernau, Breitenbrunn-Höenberg und Loppenhausen); dieser wurde ohne Mitbewerber am 15. März 2020 mit 90,2 % der Stimmen wieder gewählt.

### Gemeinderat
Die Wahl am 15. März 2020 hatte folgendes Ergebnis:
- Wählergemeinschaft Breitenbrunn-Höhenberg: 6 Sitze (42,9 %)
- Wählergemeinschaft Loppenhausen: 4 Sitze (30,9 %)
- Wählergemeinschaft Bedernau: 4 Sitze (26,2 %)

Die Sitzzuteilung bei der vorausgehenden Gemeinderatswahl 2014 war wie folgt:
- Wählergemeinschaft Breitenbrunn-Höhenberg: 6 Sitze
- Wählergemeinschaft Loppenhausen: 4 Sitze
- Wählergemeinschaft Bedernau: 4 Sitze

### Wappen
| | Blasonierung: „Gespalten von Silber und Schwarz; vorne ein blauer Wellenpfahl, überdeckt von einem Mühlrad in verwechselten Farben, hinten ein silbernes, gekerbtes Doppelkreuz.“ |
| Wappenbegründung: Das Wappen gibt mit dem Doppelkreuz in der hinteren Schildhälfte die geschichtlichen Beziehungen des Ortes zum Kreuzherrenkonvent Memmingen wieder, der vom 14. Jahrhundert bis zum Jahr der Säkularisation 1803 in Breitenbrunn eine Niederlassung hatte. Die Lage der Gemeinde an einem Bach, der seit alters her mehrere Mühlen antreibt, wird durch die entsprechenden heraldischen Zeichen angedeutet. Der Entwurf und die Gestaltung des Wappens übernahm der Nördlinger Rudolf Mussgnug. Das Wappen wurde am 8. Mai 1974 durch Bescheid der Regierung von Schwaben genehmigt. | |

### Flagge
Die Flagge wurde am 20. März 1991 durch Bescheid der Regierung von Schwaben genehmigt. Die Flagge ist Schwarz – Weiß – Blau (1:1:1) gestreift mit aufgelegtem Gemeindewappen.

### Gemeindepartnerschaften
- Plouigneau (Bretagne)
- Görcsöny in Süd-Ungarn

## Sehenswürdigkeiten
- Schloss Bedernau
- Pfarrkirche St. Georg in Bedernau

## Wirtschaft und Infrastruktur

### Wirtschaft einschließlich Land- und Forstwirtschaft
Im Jahr 2021 gab es nach der amtlichen Statistik im Bereich Handel und Verkehr 35 und in sonstigen Wirtschaftsbereichen 221 sozialversicherungspflichtig Beschäftigte am Arbeitsort. Sozialversicherungspflichtig Beschäftigte am Wohnort gab es 1020. Im verarbeitenden Gewerbe gab es keine, im Bauhauptgewerbe 13 Betriebe. Zudem bestanden im Jahr 2020 61 landwirtschaftliche Betriebe mit einer landwirtschaftlich genutzten Fläche von 1753 ha. Davon waren 691 ha Ackerfläche und 1058 ha Dauergrünfläche.

### Bildung
Im Jahr 2022 gab es folgende Einrichtungen:
- 3 Kindergärten: 135 Kindergartenplätze mit 116 Kindern

## Persönlichkeiten
- Matthias Merkle  (* 1816 in Bedernau; † 1881 in Wörishofen), Theologe und Politiker,  zudem Lateinlehrer des jungen Sebastian Kneipp
- Joseph Mayer (* 23. Januar 1872 in Bedernau; † 1953 in Augsburg)[9]
- Heinrich von Lichtenau (* 1443 in Bedernau; † 1517 in Dillingen) Bischof von Augsburg (Heinrich IV. von Lichtenau)

## Sonstiges
- Das Gebiet, in dem bei Bedernau zwischen 1964 und 1995 Erdöl und Erdgas gefördert wurde, liegt teilweise in der Gemeinde Breitenbrunn. Auch das Bohrloch, aus dem heute das 29 °C warme Wasser für die Naturtherme Bedernau gefördert wird, war ursprünglich eine der Bohrungen für die Erdölförderung.